# نادي الشرطة (ترينيداد وتوباغو)
نادي الشرطة لكرة القدم (بالإنكليزية: Police Football Club) هو نادي كرة قدم من مدينة سانت جيمس في ترينيداد وتوباغو يلعب في دوري المحترفين. يلعب النادي مبارياته كالمستضيف في استاد ماني رامجون. تأسس النادي سنة 1975. يدرب النادي حاليًا  ريتشارد دي كوتيو.

## اللاعبون
ملاحظة: تشير الأعلام إلى المنتخب الوطني على النحو المحدد في قواعد الأهلية للفيفا. قد يحمل اللاعبون أكثر من جنسية واحدة غير تابعة للفيفا.
| الرقم | البلد            | المركز | اللاعب       |
| ----- | ---------------- | ------ | ------------ |
|       | ترينيداد وتوباغو | حارس   | أديسا نويل   |
|       | ترينيداد وتوباغو | مدافع  | راندي هاريس  |
|       | ترينيداد وتوباغو | مدافع  | أكيم مارشول  |
|       | ترينيداد وتوباغو | مدافع  | تود ريان     |
|       | ترينيداد وتوباغو | مدافع  | نيل ماركانو  |
|       | ترينيداد وتوباغو | مدافع  | كستون بيير   |
|       | ترينيداد وتوباغو | وسط    | كايل أندروز  |
|       | ترينيداد وتوباغو | وسط    | كيرون كلارك  |
|       | ترينيداد وتوباغو | وسط    | كلون ويليامز |

| الرقم | البلد            | المركز | اللاعب          |
| ----- | ---------------- | ------ | --------------- |
|       | ترينيداد وتوباغو | وسط    | ألكسندر برونو   |
|       | ترينيداد وتوباغو | وسط    | أكيبا بيترز     |
|       | ترينيداد وتوباغو | مهاجم  | أنتون إليوت     |
|       | ترينيداد وتوباغو | مهاجم  | كنوين ماثيوز    |
|       | ترينيداد وتوباغو | مهاجم  | ريكاردو بيلتير  |
|       | ترينيداد وتوباغو | مهاجم  | تريفيز روبينسون |
|       | ترينيداد وتوباغو | مهاجم  | كارون فوستر     |
|       | ترينيداد وتوباغو | مهاجم  | أدريان نونيز    |
|       | ترينيداد وتوباغو | مهاجم  | كيون قوْ         |

المصدر :

## الكؤوس والألقاب
- دوري المحترفين : 3 (1979,1991,1994)